# Anastasia Zavorotnyuk
Anastasia Yuryevna Zavorotnyuk (en ruso: Анастасия Юрьевна Заворотнюк, Astracán, 3 de abril de 1971-Moscú, 29 de mayo de 2024) fue una actriz y presentadora de televisión rusa.

## Infancia y educación
De ascendencia ucraniana, Zavorotnyuk nació el 3 de abril de 1971 en Astracán. Su madre, la Artista del Pueblo de Rusia Valentina Borisovna Zavorotnyuk, trabajó en el Teatro Juvenil de Astracán. Su padre, Yuri Zavorotnyuk, trabajaba en televisión y era miembro de la Academia de Televisión Rusa. Incluso desde la primera infancia, Anastasia decidió estudiar teatro e insistir en su sueño; en su tiempo libre, hacía música y bailaba, participó en el conjunto de danza "Lotus". Se graduó de la escuela de música para niños N.º 1 en Astracán. Recibió lecciones en el Teatro de Arte de Moscú y en 1991 participó en su primera película interpretando a Masha.

## Carrera
Después de graduarse de la Escuela de Teatro de Arte de Moscú en 1993, inició su carrera actoral bajo la dirección de Oleg Tabakov. Trabajó bajo su dirección durante 10 años y participó en 29 producciones. Es famosa por su papel en Nanny, que es una nueva versión de la serie estadounidense The Nanny. Llamó y le ofrecieron la serie, de la que no tenía ni idea. Su acento ucraniano está tomado de Olga Block Mirimskoy, una colega en el teatro.[cita requerida]
Además de actuar, trabajó como presentadora. En 2005, reemplazó a Tina Kandelaki en el programa "Good Song" en TRK Ucrania. También participó en la primera temporada de "Two Stars" con Mijaíl Boyarski y quedó en segundo lugar.

## Vida privada

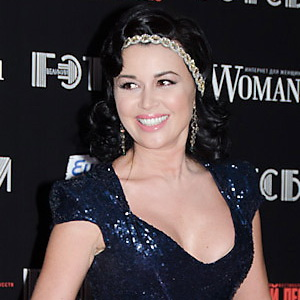
Zavorotnyuk en mayo de 2013.

Zavorotnyuk se casó tres veces. El matrimonio con su primer marido, un empresario ruso, expiloto militar de origen alemán Olaf Schwarzkopf (nacido en 1959), que era 12 años mayor que la actriz, duró aproximadamente un año (se conocieron el 29 de noviembre de 1993). Su segundo matrimonio fue con Dmitry Striukove, propietario de un concesionario de automóviles en Moscú, nacieron dos hijos: Anna (nacida el 14 de enero de 1996), y Michael (nacido el 13 de julio de 2000 en los EE. UU.). Durante este matrimonio, Zavorotnyuk vivió en dos países durante tres años, haciendo bienes raíces en los Estados Unidos: en Los Ángeles y Chicago.
De 2006 a 2008 salió con el actor y coprotagonista de My Fair Nanny Sergey Zhigunov.
El 22 de septiembre de 2008, se casó con el patinador artístico Peter Chernyshev en la Iglesia Foros en Crimea. En octubre de 2018, la pareja tuvo una hija, Mila.

### Salud y fallecimiento
En septiembre de 2019, se informó que a Zavorotnyuk le habían diagnosticado cáncer cerebral en etapa IV en alrededor del tiempo de dar a luz a su hija, Mila, en octubre de 2018, con rumores de su diagnóstico remontándose a agosto de 2019, cuando fanáticos habían notado una cicatriz en su cuello que, como se teorizó, podría sugerir una biopsia para detectar cáncer. En mayo de 2020, se confirmó que a Zavorotnyuk le diagnosticaron glioblastoma. Alexander Makarov, director del Instituto de Biología Molecular de la Academia de Ciencias de Rusia, V. A. Engelhardt, habló sobre esto durante una reunión sobre el desarrollo de tecnologías genéticas con el presidente de Rusia Vladímir Putin.

## Muerte
Murió el 29 de mayo de 2024 en un hospicio de Moscú a los 54 años de vida. La despedida de la actriz tendrá lugar el 1 de junio en el Monasterio de la Intercesión. Será enterrada en el cementerio Troekurovskoye. 

## Filmografía

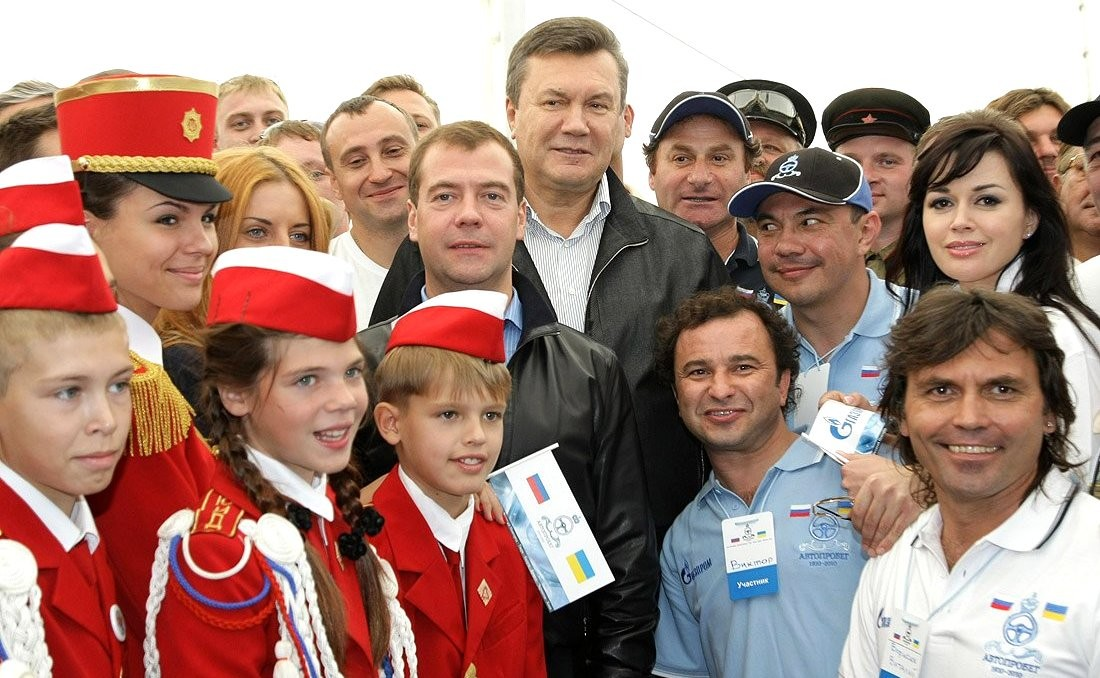
Zavorotnyuk con el presidente ruso Dmitri Medvédev y el presidente ucraniano Víktor Yanukóvich en 2010.

| Año  | Película                           | Role            | notas |
| ---- | ---------------------------------- | --------------- | ----- |
| 1991 | Masha                              | Masha           |       |
| 1993 | Dashing Couple                     | Lizka           |       |
| 2002 | Heredero                           | Anastasia       |       |
| 2007 | El código del Apocalipsis          | Daria/María     |       |
| 2007 | Shakespeare nunca soñó             | León            |       |
| 2008 | Mujer ideal                        | Liuba           |       |
| 2008 | Artefacto                          | Él              |       |
| 2009 | Gogol. Más cercano                 | Smirnova-Rosset |       |
| 2011 | Romance de oficina. Nuestro tiempo | Olga Ryzhova    |       |

## Televisión
| Año       | Series de televisión | Role            | notas |
| --------- | -------------------- | --------------- | ----- |
| 2004-2008 | Nanny                | niñera victoria |       |